# Keramická střešní taška

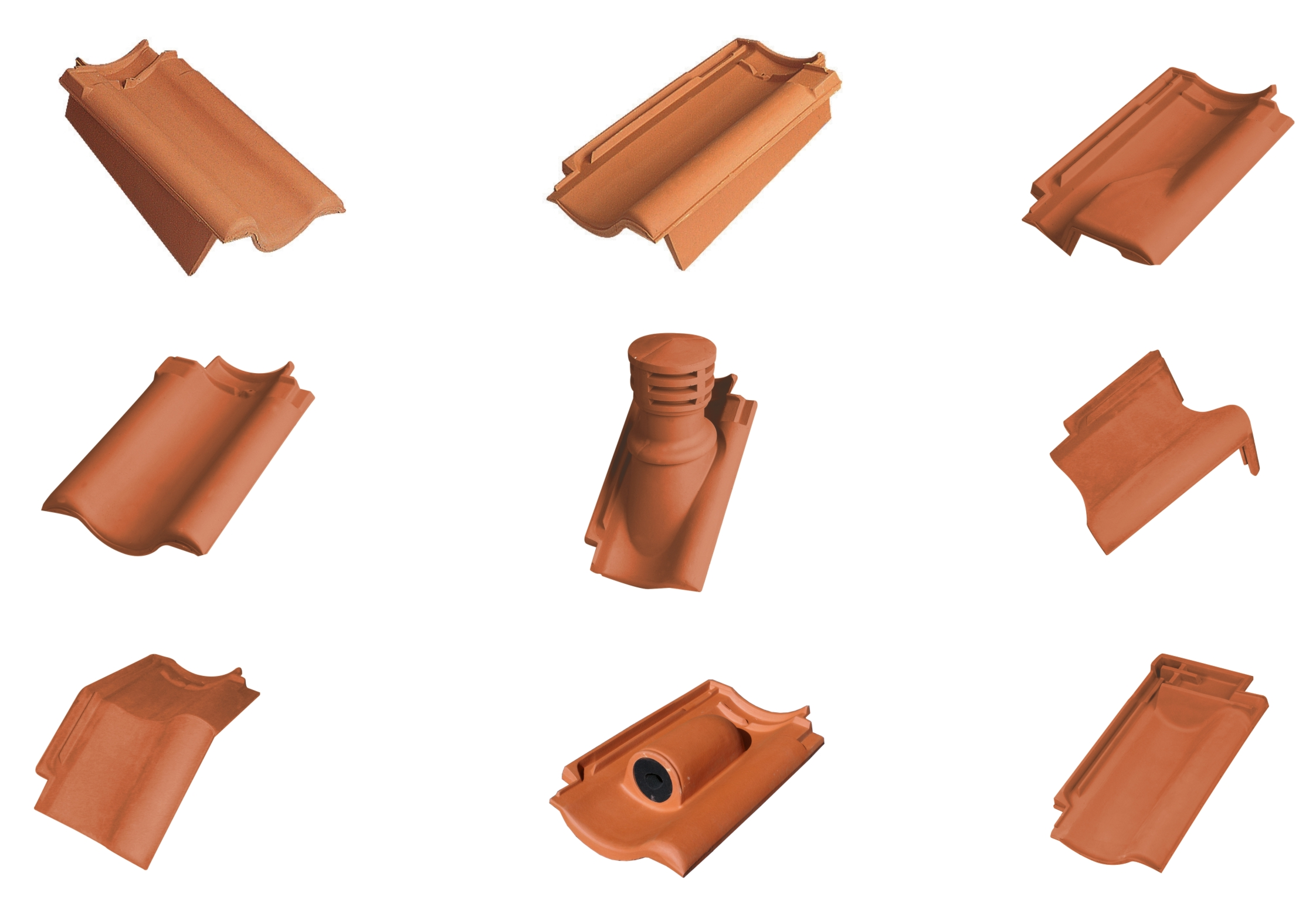
Různé tvary keramických střešních tašek

Keramická střešní taška nebo taktéž pálená taška je typ střešní krytiny. Patří mezi nejstarší přírodní stavební materiály, které jsou používány dodnes.

## Historie
Používání keramické střešní tašky se dá vysledovat až do starověku. K prvnímu používání došlo na území Sumeru, v Evropě došlo k prvnímu rozšíření ve starověkém Řecku a Římě. Na území Čech došlo k rozšíření až ve středověku, v předešlé době zde byly používány především doškové střechy, které však byly velmi náchylné na vznik a rozšíření požáru.

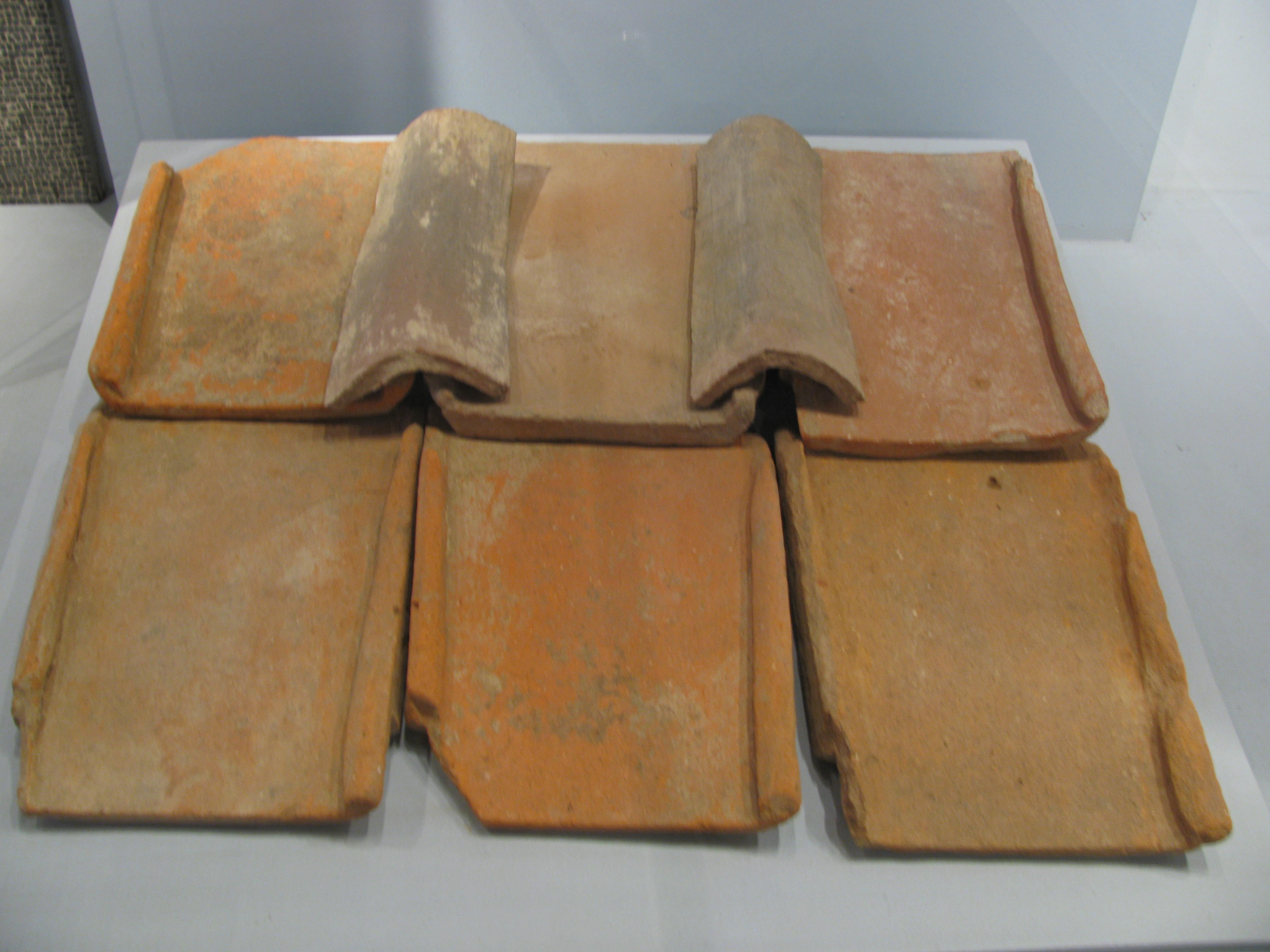
Římská taška

Nejstarším typem pálené krytiny v oblasti euro-asijském kontinentu byla dvojdílná taška – obdoba dnešní prejzy. Dokumentují to záznamy v historické literatuře, archeologické nálezy a také mnohé stavby a regiony, na kterých se tato krytina zachovala. Některé z nich jsme navštívili během našich pracovních a prázdninových cest. 

## Výroba keramické tašky
Základní materiály pro výrobu keramické tašky jsou směsi cihlářské hlíny a jílu. Pro dosažení co nejvyšší homogennosti materiálu se směsi nechají odležet a následně jsou přidány další příměsi. Směs, která vznikne tímto procesem výroby se vylisuje do pásu, z kterého jsou následně lisovány samotné tašky. Velká výhoda keramické tašky oproti betonové tašce je, že hlína je tvárnější než beton, tudíž se dá lépe tvarovat. Většina keramických výrobků vzniká za studena, avšak keramické střešní tašky se pro dosažení potřebné pevnosti vypalují. Vypálením výrobku vzniká vlastní keramická hmota běžně nazývaná keramický střep.Keramické výrobky používané ve stavebnictví (stavební keramika) se dělí podle druhu keramického střepu na cihlářské výrobky, obkladovou keramiku, kameninové výrobky, zdravotnickou keramiku a žárovzdorné výrobky. 

## Typy keramických tašek
- Formované tašky – nejstarší způsob výroby, materiál byl vkládán do předem připravených forem.
- Tažené tašky – tašky jsou vyráběny z pásu, který prochází lisem.
- Ražené tašky – výroba probíhá formou lisování materiálu.

## Povrchové úpravy keramických tašek
Keramické tašky se standardně vyrábějí ve třech variantách, jednotlivé varianty nemají zásadní funkční rozdíly důvody jsou především estetické.
- Režná taška – jedná se o tašku bez povrchové úpravy, její barva je závislá na poměrech základních materiálů.
- Engoba – tašky engoba se vyrábějí za pomocí rozplavených jílů, které se na tašku nanesou před vypálením.
- Glazura – postup výroby je stejný jako u engoby, akorát se do směsi přidají navíc sklovité příměsi, které zajistí dodatečný lesk tašek.